# 1-й Нижний Михайловский проезд
1-й Ни́жний Миха́йловский прое́зд (до 1924 года — 1-й Миха́йловский (городско́й) прое́зд) — проезд, расположенный в Южном административном округе города Москвы на территории Даниловского района.

## История
Ранее проезд носил название 1-й Миха́йловский (городско́й) прое́зд — для отличия от 1-го Михайловского (дачного) проезда. В 1924 году получил современное название, при этом 1-й Михайловский (дачный) проезд был переименован в 1-й Верхний Михайловский проезд. Слово «Михайловский» в названии дано проездам по фамилии одного из домовладельцев, на земле которого были проложены.

## Расположение
Проходит на восток от 4-го Рощинского проезда, в начале совершая коленообразный поворот на север и снова на восток. Нумерация домов начинается с восточного конца проезда.

## Примечательные здания и сооружения
По нечётной стороне:
По чётной стороне:

## Транспорт

### Наземный транспорт
По 1-му Нижнему Михайловскому проезду не проходят маршруты наземного общественного транспорта. У западного конца проезда, в 4-м Рощинском проезде, расположена остановка «3-я Рощинская улица» трамваев № 26, 38.

### Метро
- Станция метро «Тульская» Серпуховско-Тимирязевской линии — восточнее проезда, между Большой Тульской улицей и Большим Староданиловским, Холодильным и 1-м Тульским переулками.

### Железнодорожный транспорт
- Платформа «Тульская» Павелецкого направления МЖД — юго-восточнее проезда, на слиянии Большой Тульской улицы и Варшавского шоссе.